# 盛岡インターチェンジ
盛岡インターチェンジ（もりおかインターチェンジ）は、岩手県盛岡市上厨川にある、東北自動車道のインターチェンジ。盛岡市市街地の西に位置する。

## 道路
- E4 東北自動車道（42番）
- 接続する道路：国道46号

## 料金所
- ブース数：7

### 入口
- ブース数：2
  - ETC専用：1
  - ETC・一般：1

### 出口
- ブース数：5
  - ETC専用：2
  - ETC・一般：1
  - 一般：2

## 周辺
- いわて県民情報交流センター
- マリオス
- 盛岡駅
- 盛岡中央消防署
- 前潟駅
- イオンモール盛岡
- ケーズデンキ盛岡西店
- イエローハット盛岡インター店
- サンデー盛岡前潟店
- 盛岡市立土淵小学校
- 盛岡市立土淵中学校
- 盛岡市立高等学校
- 土日ジャンボ市
- 滝沢市役所・滝沢市総合運動公園
- 国道46号盛岡西バイパス

## 隣
E4 東北自動車道
(41)盛岡南IC - (42)盛岡IC - (42-1)滝沢中央SIC - 滝沢PA - (43)滝沢IC